# Frank Finlay
Francis "Frank" Finlay, född 6 augusti 1926 i Farnworth i Greater Manchester (i dåvarande Lancashire), död 30 januari 2016 i Weybridge i Surrey, var en brittisk skådespelare. Finlay blev Oscarsnominerad för sin roll som Iago i Othello 1965. Han spelade Porthos i Richard Lesters filmatiseringar av De tre musketörerna 1973 och 1975.

## Filmografi i urval
- 1965 – En studie i skräck
- 1965 – Othello
- 1973 – Shaft in Africa
- 1973 – De tre musketörerna
- 1975 – De fyra musketörerna
- 1979 – En studie i skräck
- 1982 – En soldat kommer hem
- 1983 – The Black Adder (The Witchsmeller Pursuivant)
- 1984 – En julsaga
- 1989 – The Return of the Musketeers
- 1994 - The Memoirs of Sherlock Holmes (TV-serie)
- 2002 – The Pianist